# Ala Gallorum Petriana

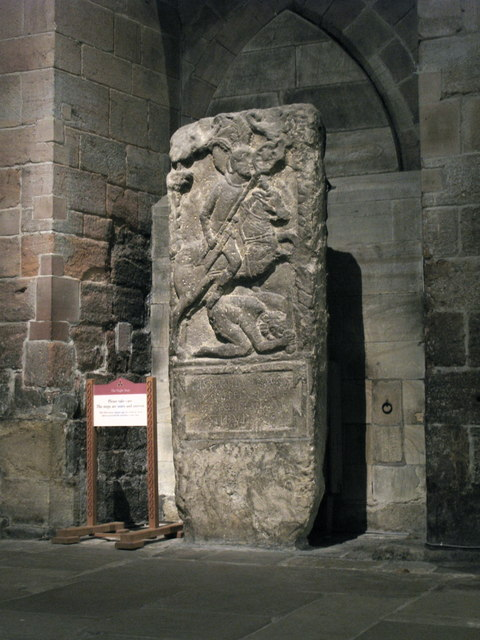
Der Grabstein des Flavinus in der Hexham Abbey

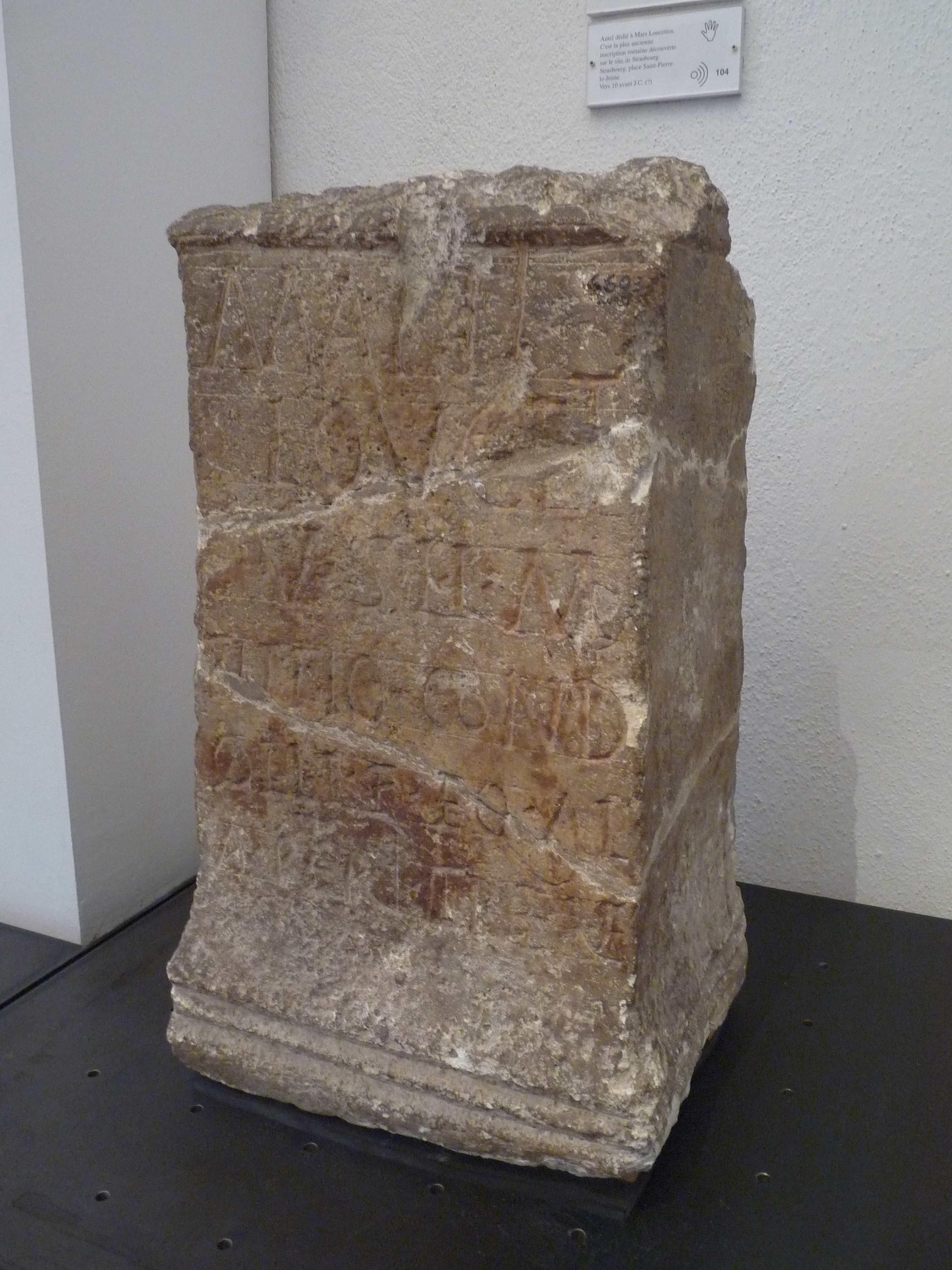
Der Weihaltar des Fittio

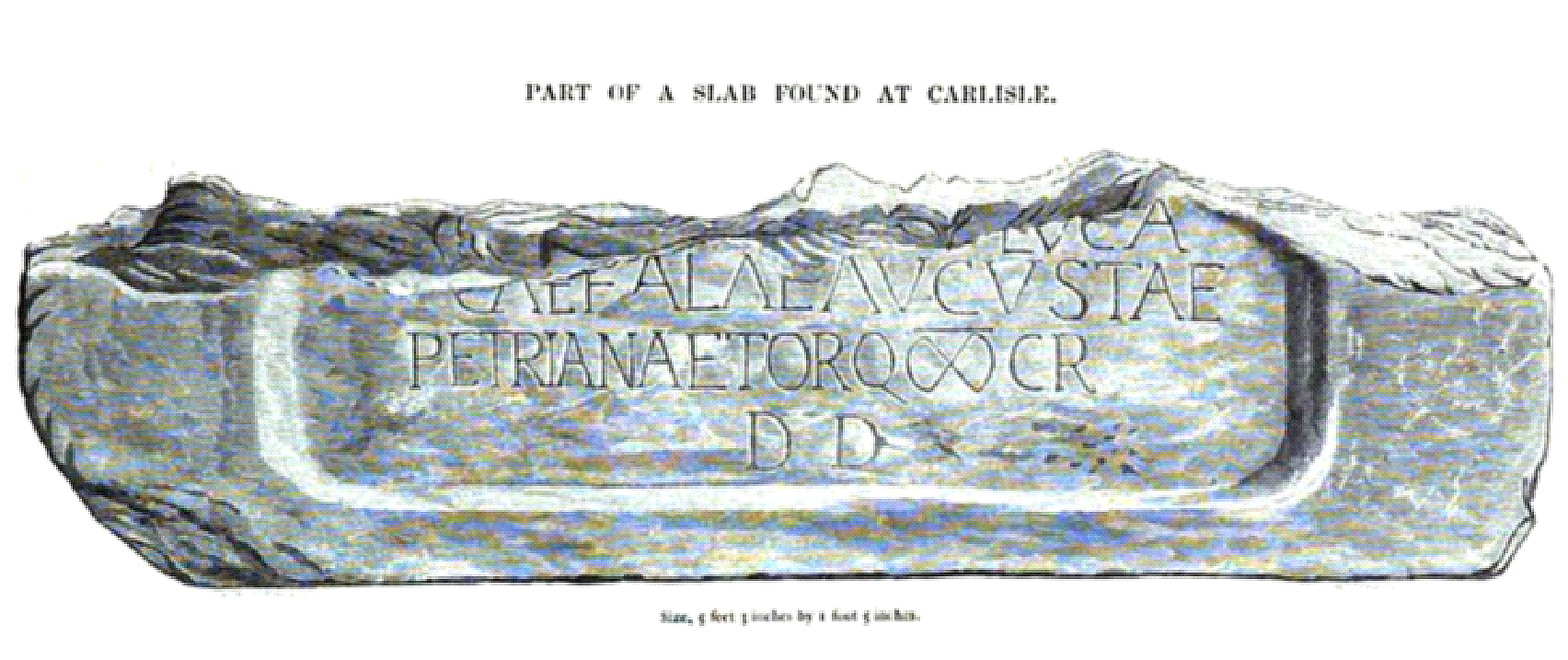
Eine Ehreninschrift der Ala Petriana aus Carlisle

Die Ala Gallorum Petriana [milliaria] [civium Romanorum] [bis torquata] (deutsch Ala der Gallier des Petra [1000 Mann] [der römischen Bürger] [zweimal mit Torques ausgezeichnet]) war eine römische Auxiliareinheit. Sie ist durch Militärdiplome, Vindolanda-Tafeln, Inschriften und die Notitia dignitatum belegt. In einer Inschrift wird sie als Ala Augusta Petriana bezeichnet; in anderen Inschriften, in den Militärdiplomen von 124 und 135, in den Vindolanda-Tafeln sowie in der Notitia dignitatum als Ala Petriana.
Laut John Spaul war der ursprüngliche Name der Einheit möglicherweise Ala Pomponiana.

## Namensbestandteile
- Ala: Die Ala war eine Reitereinheit der Auxiliartruppen in der römischen Armee.

- Gallorum: der Gallier. Die Soldaten der Ala wurden bei Aufstellung der Einheit aus den verschiedenen Stämmen der Gallier rekrutiert.

- Petriana: des Petra. Die Reitereinheiten der Gallier wurden oft nach einem ihrer ersten Kommandeure benannt. Als Namensgeber wird hier Titus Pomponius Petra genannt.

- milliaria: 1000 Mann. Die Einheit war vermutlich ursprünglich eine Ala quingenaria mit einer Sollstärke von 480 Mann.[4] Spätestens bis 122 n. Chr. war sie aber zu einer Ala milliaria erweitert worden. Der Zusatz kommt in Militärdiplomen von 122 bis 135 und in zwei Inschriften[5] vor.

- civium Romanorum: der römischen Bürger. Den Soldaten der Einheit war das römische Bürgerrecht zu einem bestimmten Zeitpunkt verliehen worden. Für Soldaten, die nach diesem Zeitpunkt in die Einheit aufgenommen wurden, galt dies aber nicht. Sie erhielten das römische Bürgerrecht erst mit ihrem ehrenvollen Abschied (Honesta missio) nach 25 Dienstjahren. Der Zusatz kommt in Militärdiplomen von 98 bis 127 und in drei Inschriften[6] vor.

- (bis) torquata: (zweimal) mit Torques ausgezeichnet. Der Zusatz kommt in drei Inschriften[7] vor.

Die Einheit war eine Ala milliaria. Die Sollstärke der Ala lag bei 720 Mann, bestehend aus 24 Turmae mit jeweils 30 Reitern.

## Geschichte
Die Ala war im Heeresbezirk Germania superior und in der Provinz Britannia (in dieser Reihenfolge) stationiert. Sie ist auf Militärdiplomen für die Jahre 98 bis 135 n. Chr. aufgeführt. Tacitus erwähnt die Einheit in seinen Historiae (Buch I, Kapitel 70) als Ala Petriana.
Die Einheit war im 1. Jhd. n. Chr. zunächst im Heeresbezirk Germania superior stationiert, wo sie durch eine Inschrift belegt ist, die auf 56 datiert ist. Zu einem unbestimmten Zeitpunkt (möglicherweise unter Quintus Petillius Cerialis um 71/74) wurde die Ala in die Provinz Britannia verlegt, wo sie erstmals durch ein Diplom nachgewiesen ist, das auf 98 datiert ist. In dem Diplom wird die Ala als Teil der Truppen (siehe Römische Streitkräfte in Britannia) aufgeführt, die in der Provinz stationiert waren. Weitere Diplome, die auf 122 bis 135 datiert sind, belegen die Einheit in derselben Provinz.
Letztmals erwähnt wird die Einheit in der Notitia dignitatum mit der Bezeichnung Ala Petriana für den Standort Petrianis. Sie war unter der Leitung eines Präfekten Teil der Truppen, die dem Oberkommando des Dux Britanniarum unterstanden.

## Standorte
Standorte der Ala in Britannia und in Germania waren möglicherweise:
| - Coria (Corbridge): eine Inschrift wurde hier gefunden. - Luguvalium (Carlisle): eine Inschrift wurde hier gefunden. - Mogontiacum (Mainz): eine Inschrift wurde hier gefunden. | - Petrianis (Stanwix bei Carlisle): eine Inschrift wurde hier gefunden. Darüber hinaus wird die Einheit in der Notitia dignitatum für diesen Standort aufgeführt. - Voreda (Old Penrith): eine Inschrift wurde hier gefunden. |

## Angehörige der Ala
Folgende Angehörige der Ala sind bekannt:

### Kommandeure
| - [] Luca, ein Präfekt (RIB 957) - Gaius Camurius Clemens, ein Präfekt | - Gaius Iulius Augurinus, ein Präfekt |

### Sonstige
| - [] (Vindolanda 00277) - [], ein Decurio (Vindolanda 00700) - []gadunus, ein Veteran (RIB 935) - Candidus, ein Decurio (RIB 1172) - Cluvius Florus, vermutlich ein Decurio (Vindolanda 00281) | - Fittio, ein Reiter (CIL 13, 11605) - Flavinus, ein Signifer (RIB 1172) - Florus, ein Decurio (Vindolanda 00258) - I() Brutus, ein Decurio (RIB 2383*) - Sentius Niger, ein Decurio (AE 1990, 775) |